# Clan Gallo-Cavalieri
Il clan Gallo-Cavalieri è un clan egemone ed attivo nel Vesuviano, più precisamente nel comune di Torre Annunziata. Si è per lungo tempo opposto al clan Gionta, generando una sanguinosa faida che ha portato a diversi ammazzati. Quello dei Gallo-Cavalieri è considerato uno dei clan camorristici più ricchi, potenti e feroci.

## Storia
Nasce a metà degli anni ‘80 dal superboss Pasquale Gallo, soprannominato "o Bellillo" oppure "La Leggenda Vivente", cugino dell'altro potente boss Enrico Gallo, quest'ultimo, insieme a Valentino Gionta, aveva pieno potere su Torre Annunziata, infatti Gionta e Gallo erano sempre presenti alle riunioni a Marano dai Nuvoletta. Enrico Gallo era un boss sanguinario, prima della sua morte disse al suo gruppo che per la Magistratura doveva comparire il nome del clan Gionta così da non destare sospetti che quasi sempre i veri registi a Torre Annunziata erano loro. Dopo la morte di Enrico Gallo, il cugino “Pasqualino” aveva troppa sete di potere, desiderando essere l'unico capo incontrastato a Torre Annunziata; si stacca dalla vecchia alleanza, mettendo in atto piani stragisti e sanguinari contro Valentino Gionta e il suo gruppo, dichiarandogli guerra e giurando di ucciderlo. La faida ebbe inizio sul finire degli anni ‘80: tra vari episodi sanguinosi, il più eclatante fu quando un'autovettura con a bordo un commando stragista dei Cavalieri entrarono nel Palazzo Fienga, storica roccaforte del clan Gionta, fingendosi Carabinieri e uccidendo 2 uomini di Gionta.
La guerra ebbe termine grazie all'intervento di Salvatore Riina, il quale venne direttamente da Palermo facendo stipulare un accordo di pace tra Gionta-Gallo.

A metà degli anni ‘90 i Cavalieri spostarono i loro affari in Spagna e Paesi Bassi gestendo il traffico della marijuana, cocaina ed eroina a Torre Annunziata e in tutti i comuni limitrofi; comandavano anche a Torre Del Greco mettendo come capozona Giuseppe Falanga, rifornendo in totale oltre trenta piazze di spaccio: in tal modo, divennero uno dei clan più potenti e agguerriti di Napoli.
Nel frattempo il clan Gionta continuava a manifestarsi contrariato nei confronti dell'influenza e della potenza del clan Gallo-Cavalieri e nell'estate del 2006 l'omicidio di Natale Scarpa, padre del boss Vincenzo Scarpa (alias Caramella), esponente dei Gallo, (temutissimi e noti lui e la sua cerchia di fedelissimi per la ferocia delle loro gesta sanguinarie negli anni ‘90) riapre la faida tra i due clan, che con agguati incrociati e vendette diventa sempre più spietata e cruenta arrivando all'apice della drammaticità con quattro omicidi in tre giorni nel 2007. Nel 2012 il clan Gionta si indebolisce lasciando spazio alla ferocia sanguinaria dei Cavalieri che in pochi mesi mettono in ginocchio il clan rivale con agguati ed omicidi.
All'alba del 4 aprile 2013 oltre 500 militari circondano Torre Annunziata e arrestano oltre 90 affiliati del clan con l'accusa di associazione a delinquere, estorsione, porto abusivo d'arma da fuoco, omicidio e traffico internazionale di hashish,marijuana, cocaina ed eroina.
Nel settembre 2020 sono stati arrestati 12 esponenti di una spregiudicata frangia camorristica denominata "Quarto Sistema" e nota anche come "clan Sauriello-Scarpa", composta perlopiù da giovani leve provenienti dalla criminalità locale, avente base nel popoloso 'Parco Penniniello' di Torre Annunziata, i quali miravano ad affermarsi nel panorama criminale oplontino, dichiarandosi in aperto contrasto con gli storici clan locali, compreso quello dei Gionta. L'operazione è stata di grande importanza, anche al fine di stroncare sul nascere una nuova faida tra i gruppi camorristici di Torre Annunziata.
Il nuovo rampollo della famiglia Gallo è il giovane Siciliano Giovanni Gallo nato a Vittoria; egli allaccia legami tra le varie famiglie e conduce parte degli affari di famiglia all'estero; attualmente è indagato per omicidio e traffico internazionale.
In questi anni un legame spicca su tutti, quello con la famiglia di Simone Castello, attuale Boss di Cosa Nostra, contando di prendere gran parte del potere con affari "leciti" all'estero.